# Неклюдов Іван Матвійович
Неклю́дов Іва́н Матві́йович (10 лютого 1935, с. Сурково — 7 вересня 2024) — український вчений у галузі фізики міцності та пластичності матеріалів, радіаційної фізики та фізики твердого тіла. Доктор наук (1975). Академік Національної академії наук України (2004), заслужений діяч науки і техніки України (1998). Почесний академік Академії інженерних наук Російської Федерації, Петровської академії наук та мистецтв, Академії наук прикладної електроніки. Лауреат Державної премії України в галузі науки і техніки (2007).

## Біографія
Іван Матвійович Неклюдов народився 10 лютого 1935 року в с. Сурково Шебекинського району Бєлгородської області, в родині колгоспників.
Закінчив з відзнакою фізико-математичний факультет Харківського державного педагогічного інституту. Після строкової служби в армії поступив до аспірантури цього ж закладу.
З 1959 року почав працювати у Харківському фізико-технічному інституті на посаді молодшого наукового співробітника. У 1964 році захистив кандидатську дисертацію, у 1975 році — докторську, того ж року був призначений начальником відділу фізики радіаційних явищ і радіаційного матеріалознавства. З 1997 по 2004 рік обіймав посаду директора Інституту фізики твердого тіла, матеріалознавства і технологій ННЦ «Харківський фізико-технічний інститут».
У 2000 р. був обраний членом-кореспондентом, а у 2004 році — дійсним членом Національної академії наук України.
Обіймав посаду генерального директора Національного наукового центру «ХФТІ».
З квітня 2004 і до 2016 р. був членом Президії НАН України й очолював Відділення ядерної фізики та енергетики НАН України на посаді академіка-секретаря.
Був головним редактором журналу «Питання атомної науки і техніки», членом редколегій наукових часописів «Вісник НАН України», «Доповіді НАН України», «Успехи физики металлов» і науково-технічного збірника «Радиотехника». Очолював секцію «Конструкції та обладнання атомної енергетики» Науково-технічної та експертної ради при Президії НАН України з питань ресурсу та безпеки експлуатації конструкцій, обладнання і машин. Є членом чотирьох проблемних рад НАН України і Російської академії наук. Був заступником голови галузевої координаційної науково-технічної ради з проблем фізики радіаційних пошкоджень.
Викладав у Харківському національному університеті ім. В. Н. Каразіна спеціальні дисципліни з фізики міцності та фізичного матеріалознавства, є завідувачем філії кафедри матеріалів реакторобудування фізико-технічного факультету ХНУ при ННЦ «ХФТІ».

## Наукова діяльність
І. М. Неклюдов — один з провідних українських фахівців у галузі міцності та пластичності матеріалів, радіаційної фізики твердого тіла та радіаційного матеріалознавства. У його здобутку — обґрунтування та експериментальне підтвердження принципово нового напрямку у створенні зміцненого стану матеріалів і виробів з них — так званого «програмного зміцнення».
Також він зробив вагомий внесок у дослідження фізичних механізмів радіаційних явищ у матеріалах при їхньому опроміненні, а також у створення науково-технічних основ експресного прогнозування поведінки сталей і сплавів в активних зонах ядерних і майбутніх термоядерних реакторів за допомогою моделювання.
Є автором понад 1 000 наукових робіт, 60 винаходів та патентів, 38 монографій і підручників, багатьох науково-технічних розробок і технологічних процесів зі створення нових конструкційних сталей і сплавів, композиційних матеріалів для атомної енергетики і спеціальної техніки. Підготував 12 докторів і 31 кандидата наук.
Ексклюзивність і пріоритетність наукових розробок І. М. Неклюдова визнані в наукових працях і монографіях вітчизняних і зарубіжних авторів. Велика кількість наукових розробок І. М. Неклюдова успішно застосовуються в народному господарстві.

## Нагороди
- Лауреат Державної премії України в галузі науки і техніки.
- Орден «Дружби народів»
- Орден «За заслуги» ІІІ ступеня
- Орден князя Ярослава Мудрого V і IV ступеня
- Премія НАН України імені В. І. Трефілова (2003)